# Porod kod kuće
Porod kod kuće (kućni porod) je porod koji se odvija u domu rodilje, izvan kuća za porode, bolničkih ili izvanbolničkih rodilišta. U pravilu, zdravstvenu skrb pri porodu kod kuće pruža samostalna primalja.
Sve do polovice 20. stoljeća bilo je uobičajeno da se djeca rađaju u obiteljskom domu, nakon čega se većina poroda preselila u bolnička rodilišta. No, krajem 20. stoljeća i početkom 21. stoljeća sve veći broj žena odlučuje se za porod kod kuće.

## Vrste poroda kod kuće
Porod kod kuće može biti planiran asistiran (kada žena ima primalju i planira porod kod kuće) ili neplaniran tzv. zadesni (kada žena neplanirano rodi kod kuće ili negdje drugdje, primjerice u automobilu na putu do rodilišta jer je porod bio prebrz i nije stigla do rodilišta). Također postoji i planirani neasistirani porod kod kuće (kada rodilja rađa u svom domu bez prisutnosti primalje ili druge stručne osobe). Važno je naglasiti razliku između različitih vrsta poroda kod kuće jer nisu svi jednako sigurni. Prema istraživanjima, planirani i asistirani porodi kod kuće sigurniji su i za majke i za novorođenčad od zadesnih i neasistiranih poroda kod kuće, u najvećoj mjeri zbog činjenice što je na planiranom i asistiranom porodu kod kuće prisutna iskusna primalja koja posjeduje znanje, vještine i opremu za siguran porod.
Diljem svijeta žene se sve češće odlučuju na neasistirane planirane kućne porode te jača pokret poznat kao Freebirthing (slobodno rađanje).
Nekim trudnicama i rodiljama nije dostupan nikakav vid medicinske skrbi te su primorane rađati same, bez ikakve medicinske skrbi ili uz asistenciju seoske "babice" ili slično.
U ovom članku govori se o asistiranim, planiranim porodima kod kuće.

## Razlozi zbog kojih žene biraju porod kod kuće
Istraživači iz SAD-a proveli su anketu u kojoj je sudjelovalo 160 žena koje su rađale kod kuće te su saželi njihove glavne razloge za takvu odluku (zvjezdicom je označeno pet najčešćih razloga):
- Smatraju da je porod kod kuće sigurniji od poroda u bolničkom rodilištu*
- Žele izbjeći nepotrebne intervencije u porodu*
- Imaju prethodno negativno ili traumatično iskustvo s bolničkog poroda*
- Žele same donositi odluke i birati opcije na porodu (žele izbjeći kruta pravila rodilišta)*
- Ne vole bolnice, liječnike ili aktivno vođen porod*
- Žele osjećaj privatnosti (ne osjećaju se ugodno uz nepoznate ljude)
- Vjeruju da je porod normalan, fiziološki proces
- Ne žele biti odvojene od svoga djeteta te žele lakše uspostaviti dojenje
- Preferiraju zdravstvenu skrb primalje
- Žele više izbora poput kasnog klemanja pupkovine ili porod u vodi
- Vjeruju da imaju manju šansu za dovršetak poroda carskim rezom
- Ugodna atmosfera
- Uključivanje obitelji u porod (kada i starija djeca mogu biti prisutna)
- Smanjeni rizik infekcije
- Prijašnja iskustva brzog rađanja kada nisu stigle u rodilište na vrijeme.

## Porod kod kuće u Hrvatskoj
U Hrvatskoj sve veći broj žena bira porod kod kuće, no taj broj je još uvijek relativno malen: u 2020. godini bilo je prema statistikama Ministarstva uprave oko 100 takvih poroda. Nije poznat točan broj zadesnih poroda kod kuće, iako je razvidno da ih ima dosta obzirom na to koliko daleko žene u nekim dijelovima Hrvatske žive od bolničkog rodilišta. 
U Hrvatskoj još uvijek ne postoji jasan zakonski okvir za asistirane porode kod kuće pa se žene koje se odluče na takav porod nalaze u vrlo nepovoljnom (birokratskom) položaju. Na kućnim porodima u Hrvatskoj u pravilu prisustvuju licencirane primalje iz drugih europskih zemalja jer hrvatske primalje nemaju jasno definiran okvir koji bi regulirao njihova prisutnost i skrb za ženu i novorođenče na kućnim porodima. 
Najveći problemi vezani uz sigurnost poroda kod kuće u Hrvatskoj uzrokovani su upravo neprilagođenošću sustava i zatvorenošću prema suradnji koji se očituju primjerice kod transfera s planiranog kućnog poroda u bolnicu (u slučaju komplikacija) kada rodilište ne želi surađivati s primaljom (što je nepojmljivo u državama gdje je zakonski okvir jasan). Hrvatski obrazovni sustav još uvijek ne provodi edukaciju primalja za rad izvan bolničkog sustava što se očituje ne samo u poteškoćama oko kućnog poroda nego i u potpunoj nespremnosti sustava da skrbi za potrebe trudnica koje žive u mjestima koja su udaljena od rodilišta, npr. trudnice koje žive na otocima nemaju mogućnost stručne pomoći na porodu, ako se isti odvija neočekivano brzo i ne postoji mogućnost dolaska do rodilišta na vrijeme (iako je donedavno primaljska skrb na hrvatskim otocima bila zlatni standard).

## Oprema koju nose primalje na porod kod kuće
U državama gdje je porod kod kuće zakonski reguliran, primalja koja prisustvuje porodu kod kuće raspolaže svom potrebnom opremom kojom može pomno pratiti stanje žene i djeteta s ciljem da uoči i reagira na komplikacije vrlo rano. Prema Ontario Midwives Association iz Kanade, osnovna oprema koju primalja nosi na kućni porod uključuje sljedeće:
Za potrebe rane i kasne faze trudova, primalja ima:
- Tlakomjer
- Stetoskop za mjerenje otkucaja srca majke
- Toplomjer
- Bežični uređaj za praćenje otkucaja srca djeteta
- Stolčić za porod koji rodilja može koristiti za mijenjanje položaja i odmaranje između trudova
- Bazen za porode (često na napuhavanje) koje rodilja može koristiti za mijenjanje položaja i odmaranje između trudova
- Neke primalje nose i dušikov oksidul i TENS uređaj

Za sam porod, primalja ima dodatan set opreme:
- Sterilni pribor za porod s medicinskim instrumentima koji obuhvaća sve što je potrebno za porod, rezanje pupkovine i šivanje nakon poroda (u slučaju puknuća međice)
- Lijekove i opremu za prevenciju, smanjenje odnosno zaustavljanje prekomjernog krvarenja nakon poroda (primjerice sintetični oksitocin, isti lijek koji se daje u bolnici nakon poroda), antibiotike i sl.
- Set za otvaranje venskog puta (tzv. braunile), fiziološku otopinu te kateter za pražnjenje mjehura
- Spremnik za kisik i maske za disanje za majku i dijete
- Opremu za pražnjenje sluzi iz nosa (10% djece treba pomoć s disanjem nakon poroda – primjerice škakljanje po tabanima, isisavanje sluzi iz nosnica ili usta, ili davanje kisika prije nego dijete krene disati samostalno)
- Dječji oksimetar
- Pribor za intubaciju novorođenčeta, kateter za intravensku infuziju kroz pupčanu vrpcu i pripravak adrenalina za reanimaciju novorođenčadi.

Primalje na porodu kod kuće imaju i svu opremu i lijekove za detaljan pregled novorođenčeta nakon poroda:
- Metar za mjerenje djetetove dužine i opsega glave
- Poseban stetoskop za slušanje srca i pluća djeteta
- Sve lijekove koje se inače daju novorođenoj djeci, poput vitamina K
- Opremu za pregledavanje djetetovih ušiju i oči
- Vagu za određivanje djetetove tjelesne mase

Oprema stane u jednu veću, dobro organiziranu torbu i može se koristiti ne samo za kućne porode nego i u svim slučajevima zadesnih poroda.

## Sigurnost asistiranog kućnog poroda
Istraživanja iz Ujedinjenog Kraljevstva koja su pratila preko 64 000 žena (17 000 poroda kod kuće, 28 000 poroda u kućama za porode i izvanbolničkim rodilištima, i 20 000 poroda u bolničkim rodilištima) utvrdila su da je kod žena koje rađaju prvi put (prvorotke), porod kod kuće bio nešto rizičniji za novorođenče (9,3 loših ishoda na 1000 poroda za porod kod kuće u odnosu na 5,3 loših ishoda na 1000 poroda za porod u bolničkom rodilištu). Iako je taj broj relativno malen, on je statistički značajan. S druge strane, žene koje su već rađale (višerotke) imale su bolje ishode za sebe, uz jednako dobre ishode za novorođenčad na porodu kod kuće u odnosu na porod u bolničkom rodilištu.
Nadalje, Kanadsko istraživanje iz 2016. godine koje je provedeno na uzorku od 22 000 žena pokazalo je da u mjestima gdje je primaljska skrb dobro integrirana u zdravstveni sustav, nema razlike između ishoda poroda kod kuće i bolničkog poroda ni za rodilje, ni za novorođenčad.

### Komplikacije na kućnom porodu
U okolnostima u kojima primalja uvidi neku komplikaciju ili situaciju koju je bolje riješiti u bolnici, predložit će transfer u bolnicu (osobnim automobilom ili kolima hitne pomoći, ovisno o stanju rodilje i djeteta). Primalje posjeduju posebna znanja i vještine kojima mogu prepoznati razvoj komplikacija još u ranim fazama te promptno reagirati, ako se radi o komplikaciji koju mogu samostalno riješiti. Primalje su također osposobljene za prepoznavanje trenutka kada, zbog sigurnosti i zdravlja majke i djeteta, treba uključiti specijaliste poput porodničara ili pedijatra. U nekim zemljama, primalje vrše obuku osoblja hitne medicinske pomoći o tome kako reagirati u slučaju zadesnog poroda.

### Transferi s kućnog poroda u bolničko rodilište
Prijevoz u bolnicu za vrijeme ili nakon kućnog poroda organizira se iz nekoliko razloga o kojima ovisi i sam odabir načina prijevoza. U većini slučajeva primalje prepoznaju moguće komplikacije i prije nego nastupe te se transfer u bolnicu vrši osobnim automobilom ili taksijem (jer nije hitno). Najčešći razlozi takvog transfera su potreba ili želja rodilje za dodatnim lijekovima za obezboljivanje poroda (npr. epiduralna analgezija) ili potreba za ubrzavanjem poroda ili pojačavanjem trudova sintetičkim oksitocinom (tzv. drip).
Hitan prijevoz u bolničko rodilište događa se rijetko – u tom se slučaju ženu i dijete prevozi u bolnicu vozilom hitne pomoći. Najčešći razlozi za hitan prijevoz u bolničko rodilište uključuju prekomjerno krvarenje nakon poroda koje primalja nije uspjela sama zaustaviti, te poteškoće s djetetovim otkucajima srca za vrijeme poroda ili problemi djeteta s disanjem nakon poroda.
U slučaju hitnog transfera u bolničko rodilište, primalja "predaje" majku i dijete djelatnicima hitne pomoći odnosno bolnici te ih detaljno izvještava o tijeku poroda i razlozima za transfer u bolničku ustanovu. Primalja u pravilu bude uz obitelj u vozilu hitne pomoći (iznimno ih slijedi do bolnice vlastitim automobilom). Prilikom dolaska u bolnicu, primalja surađuje s drugim zdravstvenim djelatnicima da bi osigurala ženi i djetetu najbolju moguću skrb. Iako će u nekim slučajevima liječnici i drugi zdravstveni djelatnici preuzeti dio skrbi, primalja je i dalje uz ženu i obitelj te im pruža skrb i informacije. Kad se situacija stabilizira, primalja ponovno preuzima cjelokupnu brigu za rodilju i dijete.

## Žene u ruralnim područjima i porod kod kuće
Ruralno primaljstvo je prisutno u zemljama diljem svijeta, od Kanade, Australije, do UK i Švedske. No, kako se često radi o teško pristupačnim područjima, kod odabira kućnog poroda primalja će s trudnicom proći sve informacije oko udaljenosti doma do najbliže bolnice, uz druge faktore koji mogu utjecati na put do bolnice poput vremenskih prilika i gužve u prometu. U slučaju da obitelj živi vrlo daleko od najbliže bolnice, primalje najčešće sugeriraju da se obitelj unaprijed prijavi službi hitne medicinske pomoći (da budu obaviješteni, ako se ukaže potreba za transfer u rodilište). Za hitan transfer koriste se metode prijevoza koje se inače koriste kod transporta u bolnicu na tom području, od vozila hitne medicinske pomoći do prijevoza helikopterom ili posebnim plovilom.

## Domorodački narodi i porod kod kuće
Porod u vlastitim zajednicama vrlo je važna praksa za domorotkinje (Aboridžine) iz Australije, Kanade, Novog Zelanda i SAD-a.
U domorodačkim zajednicama porod se tradicionalno odvija na teritoriju zajednice, na istom mjestu gdje su se rađali i njihovi predci. Međutim, u nekim državama, očekuje se da se rodilja odvoji od svoje obitelji i zajednice te preseli u veći grad kako bi čekala porod u blizini rodilišta. Navedena praksa dosta je problematična jer mnoge domorodačke zajednice vjeruju da ako se dijete ne rodi na teritoriju zajednice ono gubi vezu sa svojom zemljom i zajednicom. U navedenim zajednicama porod kod kuće zapravo nije izbor nego kulturološki uvjetovana praksa koja se podudara s duhovnom tradicijom.  

## Porod kod kuće u svijetu
Uvjeti i načini provođenja poroda kod kuće razlikuju se od države do države, kao i postotak žena koje biraju porod kod kuće.

### Sjedinjene američke države
Stopa poroda kod kuće u SAD-u ostala je stabilna na oko 0,65% svih poroda od 1989. do 2007. godine.

### Ujedinjeno Kraljevstvo
Porod kod kuće u Ujedinjenom Kraljevstvu razlikuje se u različitim dijelovima države: u Walesu je u 2007. godini stopa poroda kod kuće bila 3%, dok u drugim dijelovima UK stopa varira i iznosi od 1% do čak 20%.

### Australija
U Australiji stopa poroda kod kuće također znatno varira: 2008. godine stopa je iznosila 1% na Sjevernom teritoriju, a 0,1% u Queenslandu.

### Novi Zeland
Stopa kućnih poroda na Novom Zelandu veća je nego u Australiji, te je u 2004. iznosila 2,5%, s tendencijom porasta.

### Nizozemska
Nizozemska je poznata kao moderna kolijevka poroda kod kuće. Do kraja 20. stoljeća većina se poroda odvijala u obiteljskom domu (1965. godine čak 2 od 3 poroda) nakon čega se bilježi značajan pad (2013. postotak kućnih poroda iznosio je oko 20% ). Postotak kućnih poroda u Nizozemskoj je i dalje značajno viši nego u drugim zapadnim zemljama.  